# Skate America 2000
Navigation
Édition précédente Édition suivante
Le Skate America est une compétition internationale de patinage artistique qui se déroule aux États-Unis au cours de l'automne. Il accueille des patineurs amateurs de niveau senior dans quatre catégories: simple messieurs, simple dames, couple artistique et danse sur glace.
Le dix-neuvième Skate America est organisé du 26 au 29 octobre 2000 à la World Arena de Colorado Springs dans le Colorado. Il est la première compétition du Grand Prix ISU senior de la saison 2000/2001.

## Résultats

### Messieurs
| Rang | Nom                 | Pays       | Points | Prog. court | Prog. libre |
| ---- | ------------------- | ---------- | ------ | ----------- | ----------- |
| 1    | Timothy Goebel      | États-Unis | 2.0    | 2           | 1           |
| 2    | Aleksey Yagudin     | Russie     | 2.5    | 1           | 2           |
| 3    | Todd Eldredge       | États-Unis | 5.5    | 5           | 3           |
| 4    | Emanuel Sandhu      | Canada     | 5.5    | 3           | 4           |
| 5    | Aleksandr Abt       | Russie     | 8.0    | 6           | 5           |
| 6    | Vincent Restencourt | France     | 9.0    | 4           | 7           |
| 7    | Roman Serov         | Russie     | 9.5    | 7           | 6           |
| 8    | Trifun Živanović    | États-Unis | 12.0   | 8           | 8           |
| 9    | Yamato Tamura       | Japon      | 14.0   | 10          | 9           |
| 10   | Silvio Smalun       | Allemagne  | 14.5   | 9           | 10          |
| 11   | André Kaden         | Allemagne  | 16.5   | 11          | 11          |

### Dames
| Rang | Nom                | Pays       | Points | Prog. court | Prog. libre |
| ---- | ------------------ | ---------- | ------ | ----------- | ----------- |
| 1    | Michelle Kwan      | États-Unis | 1.5    | 1           | 1           |
| 2    | Sarah Hughes       | États-Unis | 3.0    | 2           | 2           |
| 3    | Ielena Sokolova    | Russie     | 4.5    | 3           | 3           |
| 4    | Viktoria Volchkova | Russie     | 6.0    | 4           | 4           |
| 5    | Angela Nikodinov   | États-Unis | 6.5    | 7           | 6           |
| 6    | Michelle Currie    | Canada     | 9.5    | 5           | 7           |
| 7    | Sabina Wojtala     | Pologne    | 10.0   | 10          | 5           |
| 8    | Sun Siyin          | Chine      | 12.0   | 6           | 9           |
| 9    | Chisato Shiina     | Japon      | 12.5   | 9           | 8           |
| 10   | Caroline Gülke     | Allemagne  | 14.0   | 8           | 10          |
| 11   | Arisa Yamazak      | Japon      | 16.5   | 11          | 11          |

### Couples
| Rang    | Nom                                 | Pays       | Points | Prog. court | Prog. libre |
| ------- | ----------------------------------- | ---------- | ------ | ----------- | ----------- |
| 1       | Jamie Salé / David Pelletier        | Canada     | 2.0    | 2           | 1           |
| 2       | Shen Xue / Zhao Hongbo              | Chine      | 2.5    | 1           | 2           |
| 3       | Tatiana Totmianina / Maksim Marinin | Russie     | 4.5    | 3           | 3           |
| 4       | Kyoko Ina / John Zimmerman          | États-Unis | 6.5    | 5           | 4           |
| 5       | Tiffany Scott / Philip Dulebohn     | États-Unis | 7.0    | 4           | 5           |
| 6       | Jacinthe Larivière / Lenny Faustino | Canada     | 9.0    | 6           | 6           |
| 7       | Jessica Miller / Jeffrey Weiss      | États-Unis | 10.5   | 7           | 7           |
| Abandon | Mariana Kautz / Norman Jeschke      | Allemagne  |        | 8           |             |

### Danse sur glace
| Rang | Nom                                     | Pays       | Points | Danse imposée | Danse originale | Danse libre |
| ---- | --------------------------------------- | ---------- | ------ | ------------- | --------------- | ----------- |
| 1    | Barbara Fusar-Poli / Maurizio Margaglio | Italie     | 2.0    | 1             | 1               | 1           |
| 2    | Margarita Drobiazko / Povilas Vanagas   | Lituanie   | 4.8    | 4             | 2               | 2           |
| 3    | Shae-Lynn Bourne / Victor Kraatz        | Canada     | 6.2    | 2             | 4               | 3           |
| 4    | Galit Chait / Sergei Sakhnovski         | Israël     | 7.8    | 5             | 3               | 4           |
| 5    | Naomi Lang / Peter Tchernyshev          | États-Unis | 9.2    | 3             | 5               | 5           |
| 6    | Beata Handra / Charles Sinek            | États-Unis | 13.0   | 7             | 7               | 6           |
| 7    | Alia Ouabdesselam / Benjamin Delmas     | France     | 14.0   | 6             | 6               | 8           |
| 8    | Véronique Delobel / Olivier Chapuis     | France     | 15.0   | 8             | 8               | 7           |
| 9    | Anastasia Grebenkina / Vitaly Novikov   | Russie     | 18.0   | 9             | 9               | 9           |
| 10   | Nakako Tsuzuki / Rinat Farkhoutdinov    | Japon      | 20.0   | 10            | 10              | 10          |
| 11   | Nina Ulanova / Alexander Pavlov         | Russie     | 22.0   | 11            | 11              | 11          |

## Sources
- (en) Résultats du Skate America 2000 sur le site de l'International Skating Union
- Résultats du Skate America 2000
- Patinage Magazine N°75 (Décembre 1999-Janvier 2001)